# Koniecpol
Koniecpol é um município da Polônia, na voivodia da Silésia e no condado de Częstochowa. Estende-se por uma área de 36,52 km², com 6 049 habitantes, segundo os censos de 2016, com uma densidade de 163,8 hab/km².